# Porto di Ripa Grande
Porto di Ripa Grande era um dos portos fluviais de Roma, a jusante da antiga Ponte Sublício, onde as mercadorias, subindo e descendo o Tibre em direção às docas de Fiumicino, eram manuseadas. A construção da "muraglioni" ("grande muralha") obliterou todos os sinais de sua existência, mantendo apenas algumas referências toponímicas — o trecho da Lungotevere que ladeia San Michele a Ripa Grande é chamado de "Porto di Ripa Grande", a Via del Porto é a estreita rua que liga o Tibre a Santa Cecilia in Trastevere e Santa Maria dell'Orto) — e as duas rampas que dão acesso ao passeio à beira do rio. A região atualmente é parte do rione Ripa.

## Porto
Durante o período Romano, o porto marítimo de Roma era Ostia. De lá, as mercadorias destinadas à cidade eram transportadas pelo Tibre, que dispunha de diversas docas com funções específicas.
O Empório fluvial geral ficava na margem esquerda do rio, do presente rione Testácio — onde restos do Pórtico Emília e do empório ainda podem ser vistos — até a encosta do Monte Aventino, uma região que, por este motivo, era intensamente habitada durante a era imperial.
A região portuária jamais cessou suas atividades, mesmo nos últimos anos do império e durante a Idade Média, servindo como ponto de desembarque para peregrinos e mercadorias. Por isto, ali estavam tanto estruturas relativas ao comércio fluvial (carpintarias, docas, prédios de serviço etc.) e estruturas militares para o controle do tráfego no rio e a coleta das taxas.
O porto, que, apesar de ser a principal doca no Tibre, era muito menos monumental que o Porto di Ripetta e foi reconstruído no século XVII do outro lado do antigo empório, na margem oposta do Tibre e a montante da localização anterior, dentro da Porta Portese (que também foi recuada).

## Arsenal Papal
Fábricas para a construção de navios militares, conhecidas como Arsenal Papal, existiram à volta do Porto di Ripa Grande até o século XVI, principalmente por causa das guerras contra o Império Otomano. Depois da Batalha de Lepanto (1571), as atividades portuárias foram todas voltadas para o comércio (manutenção dos navios e equipamentos, aduana etc.).
Imediatamente do lado de fora da Porta Portese, o papa Clemente XI construiu seu novo arsenal, dedicado à manutenção dos barcos fluviais e também para os navios papais. Sua posição, fora da muralha, visava reduzir a pressão fiscal sobre os materiais utilizados nas atividades de manutenção.
A construção, cujo arquiteto é desconhecido, foi concebida de forma idêntica à do arsenal de Civitavecchia, de Gian Lorenzo Bernini e completado por Domenico Fontana cinquenta anos antes; a obra foi completada entre 1714 e 1715, numa escala menor que a anterior por causa de suas funções limitadas.
O complexo funcionou até o final do século XIX — foi utilizado em 1798 como galpão para abrigar as obras de arte roubadas por Napoleão antes do embarque para a França — quando, depois da construção da muraglioni, todas as atividades comerciais relacionadas ao rio foram abandonadas. As duas rampas que descem até o nível do rio a partir de San Michele são a única memória do antigo porto.